# Adrien Laborde
Pour les articles homonymes, voir Laborde.

a Compétitions nationales et continentales officielles uniquement.

Adrien Laborde, né le 20 avril 1902 à Tilh (Landes) et mort le 21 avril 1969 à Toulouse (Haute-Garonne), est un joueur français de rugby à XV, ayant évolué à la Section paloise.
En 1928, il est sacré champion de France avec la Section paloise.

## Biographie
Adrien Larbode naît le 20 avril 1902 à Tilh dans les Landes en France.
Adrien Laborde effectue l'intégralité de sa carrière sportive à la Section paloise, remportant notamment le Championnat de France en 1928,,.
En compagnie d'Albert Cazenave, de François Récaborde, Joseph Châtelain, David Aguilar ou de Paul Saux, Adrien Laborde contribue à faire du pack palois l'un des plus réputés de France dans les années 1930. Avec Paul Saux et Jean Defrançais, ils forment une première ligne très performante
Il meurt le 21 avril 1969 à Toulouse dans le département de la Haute-Garonne.

## Palmarès
- Vainqueur du Championnat de France en 1928 avec la Section paloise.